# Nervo femoral

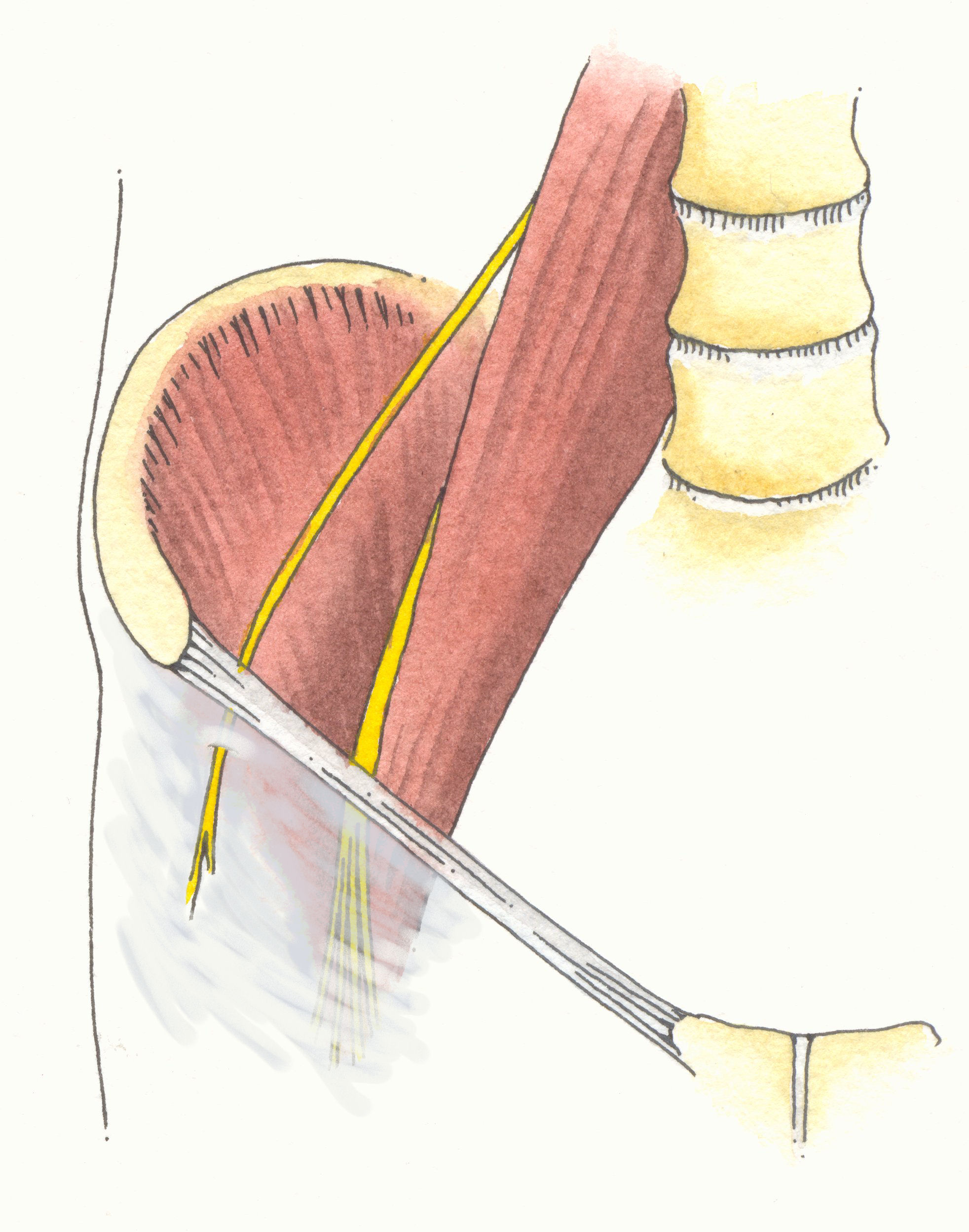
Nervos cutâneo femoral lateral (esquerda) e femoral (direita).

O nervo femoral é um nervo misto do membro inferior, responsável pela inervação de músculos como o quadríceps femoral e a pele das faces anterior  e medial da coxa. Sua origem ocorre no plexo lombar, a partir dos segmentos medulares de L2 a L4.